# 溫季利夫卡 (弗倫濟夫卡區)
47°16′10″N 29°39′59″E / 47.26944°N 29.66639°E
溫季利夫卡（烏克蘭語：Унтилівка）是位於烏克蘭西南部的村莊，由敖德萨州羅茲季利納區的扎哈里夫卡市鎮負責管轄。該村始建於1793年，面積0.74平方公里，海拔高度108米，2001年人口44，人口密度每平方公里59.46人。